# Kromatinremodellering
Kromatinremodellering är den enzymatiska process vari strukturen hos kromatinet förändras genom att olika enzymer binder in och förändrar affiniteten mellan DNA och histoner samt dess associerade proteiner. Detta gör att transkriptionsfaktorer kan binda in och aktivera transkriptionen av gener inom området som blottats. Kromatinremodellering är en form av genreglering som innebär att geners aktivitet mer eller mindre temporärt kan stängas av eller sättas på, utifrån yttre signalering.
Ett exempel är SWI/SNF-komplexet, som återfinns hos flera eukaryota organismer. Ett annat exempel är RSC (förkortning av engelskans remodel the structure of chromatin), ett proteinkomplex som återfinns hos jästsvampar.